# Elecciones generales de Turquía de 1935
Las elecciones generales se llevaron a cabo en Turquía el 8 de febrero de 1935. El Partido Republicano del Pueblo era el único partido legal del país. La participación rondó el 78 y el 79%. Fueron las primeras elecciones con sufragio universal de hombres y mujeres, tras una reforma constitucional que entregaba a estas últimas su derecho a votar y a ser electas en 1934.

## Sistema electoral
Las elecciones se llevaron a cabo bajo la ley electoral otomana aprobada en 1908, que preveía un sistema de dos vueltas. En primera vuelta, los votantes eligieron a los electores secundarios (uno para los primeros 750 electores en una circunscripción, a continuación, uno por cada 500 votantes adicionales). En la segunda vuelta los electores secundarios eligieron a los miembros de la Asamblea Nacional de Turquía. Se elevó la edad para votar de 18 a 22.

## Resultado presidencial
| Candidato | Candidato             | Partido | Partido                        | # de votos | % de votos     | Votantes habilitados | % de participación |
| --------- | --------------------- | ------- | ------------------------------ | ---------- | -------------- | -------------------- | ------------------ |
|           | Mustafa Kemal Atatürk |         | Partido Republicano del Pueblo | 386        | \| \| 100 % \| | 399                  | 96.2               |
|           | 100 %                 |         |                                |            |                |                      |                    |